# The Twins
The Twins — немецкий синти-поп-дуэт, образованный в Берлине в 1980 году. Их наиболее успешные синглы включают «Face to Face – Heart to Heart», «Not the Loving Kind», «Ballet Dancer» и «Love System». Бессменными участниками дуэта являются Свен Дороу (нем. Sven Dohrow) и Ронни Шрайнцер (нем. Ronny Schreinzer). За время своего существования группа выпустила семь студийных альбомов.

## История группы
Группа была основана в Западном Берлине в 1980 году Свеном Дороу (род. 28 сентября 1957, Берлин) и Ронни Шрайнцером (род. 21 марта 1958, Берлин). До создания группы они играли в других коллективах в качестве гитариста и барабанщика соответственно (в частности, в немецкой краут-рок-группе Mythos). Музыканты не являются близнецами или родственниками, название группы следует понимать в смысле «компания из двух человек». Ронни Шрайнцер в интервью на официальном сайте коллектива говорит о названии группы следующее:
Концепция The Twins основана на идее создания сильной группы всего из двух человек. Всего два парня, которые отвечают за все, что необходимо для создания готового музыкального продукта. Вначале мы все сочиняли, аранжировали, играли и записывали сами. Мы попытались найти название, которое бы описывало наш подход к работе, и когда я придумал это название, Свен тоже нашел его очень подходящим.
Впоследствии Дороу и Шрайнцер, вопреки названию, стали привлекать к деятельности группы других музыкантов. Также, начиная со второго альбома, в создании текстов группы стал принимать участие Тим Дауделл (англ. Tim Dowdall), английский студент, приехавший в Германию изучать философию. Участники группы комментировали это следующим образом:
Все тексты для нашего первого альбома мы написали самостоятельно. Как вы понимаете, это очень сложно и обременительно, если вы не выросли в англоязычной стране. Совершенно случайно мы встретили Тима Дауделла, который родился в Англии и переехал в Германию, чтобы изучать философию. С самого начала нам понравились его тексты. Он помогает нам с текстами, начиная с нашего второго альбома. В некоторых случаях к нам приходит идея на немецком языке, и Тим все облекает в нужную форму. Без текстов Тима нам было бы очень трудно добиться успеха за пределами Германии.
В музыкальном плане The Twins ориентировались на такие британские группы, как Tubeway Army Гэри Ньюмана, Orchestral Manoeuvers in the Dark и ранних Depeche Mode.
Дуэт добился первого успеха со своим первым синглом The Desert Place, который стал популярен на дискотеках Германии и достиг 67-го места в Billboard Dance Music/Club Play Singles. Сингл 1983 года Face to Face - Heart to Heart также вошел в список синглов танцевальной музыки и клубных игр и даже достиг 17-го места.
В то же время The Twins стали популярны в Италии, где за 18 месяцев у них было три хита в десятке лучших: Face to Face - Heart to Heart в 1983 году под номером 4, Not the Loving Kind под номером 7, а год спустя Ballet Dancer занял третье (по другим источникам — второе) место. Благодаря успеху во многих европейских странах, некоторые немецкие радиостанции начали транслировать их песни. Как утверждает сайт группы, «в те дни для немецкой танцевальной группы было необычно добиться успеха в своей стране», но несмотря на это, в январе 1984 года Ballet Dancer стал первым хитом дуэта в чартах Германии, заняв 19-е место, а месяц спустя, заняла 10 место в чартах Швейцарии (это был единственный сингл дуэта, ставший хитом в Швейцарии). Вышедший в то же время альбом A Wild Romance также занял 30-е место в Германии и 14-е место в Швейцарии. Группа ещё трижды попадала в немецкие чарты с синглами Love System (1984, 27-е место), Love in the Dark (1985, 55-е место) и Tonight (1993, 80-е место).
Из-за успеха у слушателей Дороу и Шрайнцеру, ранее делавшим всю музыку самим, пришлось собрать живую группу, чтобы иметь возможность проводить концертные туры. В составе из пяти человек группа гастролировала по Европе. В конце 1987 года, после выхода альбома Hold On to Your Dreams, группа была приглашена в тур по Советскому Союзу выступать на разогреве выступлений Томаса Андерса из группы Modern Talking. В ходе тура состоялось 10 концертов, в том числе большие концерты в Москве и Ленинграде. Во время этих концертов группа выступала перед аудиторией, составившей около 120 тысяч человек.
После окончания тура музыканты решили сделать перерыв и заняться продюсированием других артистов в своих студиях. В 1991 году группа выпустила альбом ремиксов на свои лучшие хиты, который назывался Classics • Remixed. Успех этого диска привёл к мыслям о новом альбоме, и через почти два года вышел альбом под названием The Impossible Dream, а песня «Tonight», которая также вошла в альбом, снова заставила их попасть в чарты. В 1994 году музыканты выпустили 12inch Classics, альбом, на котором представлено множество длинных версий и миксов, основанных на их хитах.
В 2003 году немецкая группа Master Blaster попала в топ-50 с кавер-версией Ballet Dancer.
В 2018 году, спустя 25 лет, музыканты выпустили ещё один студийный альбом — Living for the Future. В августе 2018 года вышла книга «Приключения The Twins: электронная поп-музыка 80-х» — биография группы, написанная Свеном Дороу.

## Дискография

### Студийные альбомы
- Passion Factory (1981)
- Modern Lifestyle (1982)
- A Wild Romance (1983)
- Until The End Of Time (1985)
- Hold On To Your Dreams (1987)
- The Impossible Dream (1993)
- Living for the Future (2018)

### Компиляции и сборники
- Classics • Remixed (1991)
- 12" Classics (1994)
- Ballet Dancer (1998)
- 12" Classics – The Original Maxi Hits (2006)
- Singles Collection (2008)

### Концерты
- Video Classics (VHS) (1994)
- Live in Sweden (DVD) (2005)
- Video Classics and Rare Clips (DVD) (2009)

### Синглы

#### Синглы, попавшие в чарты Германии и Швейцарии
| Год  | Название сингла Альбом, с которого сингл | Место в чарте  | Место в чарте |
| Год  | Название сингла Альбом, с которого сингл | Германия       | Швейцария     |
| ---- | ---------------------------------------- | -------------- | ------------- |
| 1983 | Ballet Dancer A Wild Romance             | 19 (17 недель) | 10 (9 недель) |
| 1984 | Love System A Wild Romance               | 27 (10 недель) | —             |
| 1985 | Love in the Dark Until the End of Time   | 55 (6 недель)  | —             |
| 1993 | Tonight The Impossible Dream             | 80 (5 недель)  | —             |

#### Другие синглы
- 1981 — Runaway
- 1981 — The Desert Place
- 1982 — Face to Face – Heart to Heart
- 1982 — Birds and Dogs
- 1983 — Not the Loving Kind
- 1984 — The Game of Chance
- 1985 — Deep Within My Heart
- 1986 — I Need You
- 1987 — Time Will Tell
- 1987 — Hold On to Your Dreams
- 1988 — One Day
- 1991 — Not the Loving Kind (Remixed)
- 1993 — Ballet Dancer (Remix)
- 1993 — Love Is Blind
- 2002 — Face to Face
- 2005 — Ballet Dancer (Live)
- 2006 — Ballet Dancer (Latino Mix)

### EPs (extended plays)
- 1985 — Who’s the Band?